# Poix (Marne)
Pour les articles homonymes, voir Poix.
Poix est une commune française, située dans le département de la Marne en région Grand Est.

## Géographie

### Localisation
Poix se trouve au centre-est du département de la Marne, en région Grand Est. La commune appartient à la région agricole de la Champagne crayeuse.
La commune de Poix s'étend sur une superficie de 1 472 hectares. Sur son territoire, l'altitude varie de 159 à 211 mètres. Son point culminant se trouve au sud-est de la commune.
Par la route, Poix se situe à 24 km de Châlons-en-Champagne, préfecture de la Marne, à 25 km de Saint-Germain-la-Ville, siège de la communauté de communes de la Moivre à la Coole, et à 32 km de Sainte-Menehould, bureau centralisateur du canton d'Argonne Suippe et Vesle dont dépend Poix depuis 2015. La commune fait en outre partie du bassin de vie de Châlons-en-Champagne.
Poix est limitrophe de 7 communes :
|                   | Somme-Vesle | Herpont |
| Courtisols Marson | Poix        |         |
| Coupéville        | Le Fresne   | Moivre  |

### Hydrographie
La commune est traversée par la ligne de partage des eaux entre les régions hydrographiques « la Seine de sa source au confluent de l'Oise (exclu) » et « la Seine du confluent de l'Oise (inclus) à l'embouchure » au sein du bassin Seine-Normandie. Elle n'est drainée par aucun cours d'eau,.

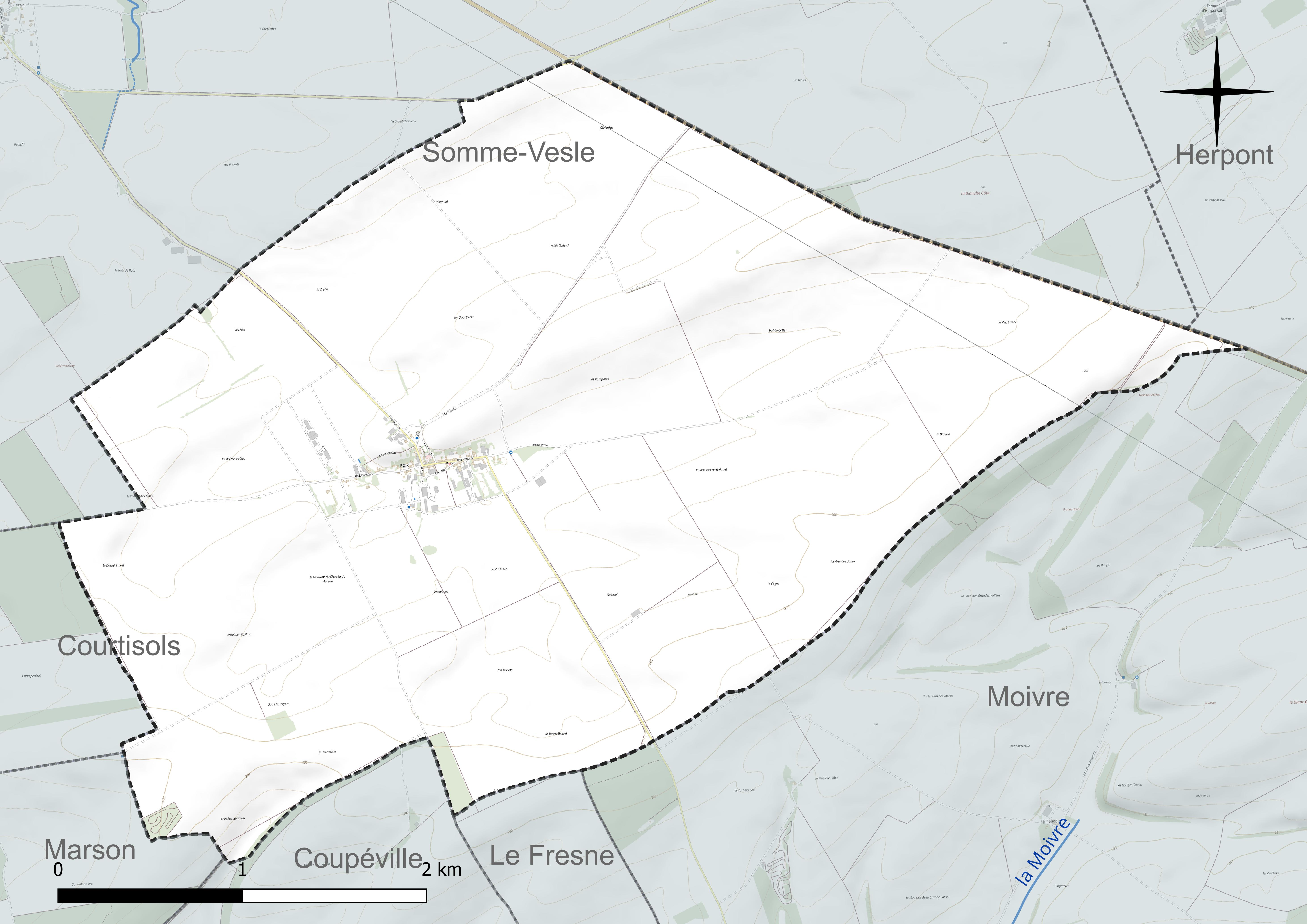
Réseau hydrographique de Poix.

### Climat
Pour des articles plus généraux, voir Climat du Grand Est et Climat de la Marne.
En 2010, le climat de la commune est de type climat des marges montargnardes, selon une étude du Centre national de la recherche scientifique s'appuyant sur une série de données couvrant la période 1971-2000. En 2020, Météo-France publie une typologie des climats de la France métropolitaine dans laquelle la commune est exposée à un climat océanique altéré et est dans la région climatique  Nord-est du bassin Parisien, caractérisée par un ensoleillement médiocre, une pluviométrie moyenne régulièrement répartie au cours de l’année et un hiver froid (3 °C). 
Pour la période 1971-2000, la température annuelle moyenne est de 10,2 °C, avec une amplitude thermique annuelle de 15,9 °C. Le cumul annuel moyen de précipitations est de 789 mm, avec 12,5 jours de précipitations en janvier et 8,9 jours en juillet. Pour la période 1991-2020, la température moyenne annuelle observée sur la station météorologique de Météo-France la plus proche, « Somme-Vesle », sur la commune de Somme-Vesle à 3 km à vol d'oiseau, est de 10,7 °C et le cumul annuel moyen de précipitations est de 782,0 mm. 
La température maximale relevée sur cette station est de 41,5 °C, atteinte le 25 juillet 2019 ; la température minimale est de −17,6 °C, atteinte le 21 février 1994,,. 
Les paramètres climatiques de la commune ont été estimés pour le milieu du siècle (2041-2070) selon différents scénarios d'émission de gaz à effet de serre à partir des nouvelles projections climatiques de référence DRIAS-2020. Ils sont consultables sur un site dédié publié par Météo-France en novembre 2022.

### Milieux naturels et biodiversité
L'Inventaire national du patrimoine naturel (INPN) recense 260 espèces sur le territoire de la commune, dont 18 espèces protégées et 13 espèces menacées.
Poix compte une zone naturelle d'intérêt écologique, faunistique et floristique (ZNIEFF) de type I, celle des « pinèdes des Terres Notre-Dame, du Mont Destré et de la Vallée des Vignes à Courtisols ». Cette zone se trouve toutefois principalement sur les territoires de Courtisols, Marson et Somme-Vesle et ne fait que déborder très légèrement sur le territoire de Poix.

## Urbanisme

### Typologie
Au 1er janvier 2024, Poix est catégorisée commune rurale à habitat dispersé, selon la nouvelle grille communale de densité à sept niveaux définie par l'Insee en 2022.
Elle est située hors unité urbaine. Par ailleurs la commune fait partie de l'aire d'attraction de Châlons-en-Champagne, dont elle est une commune de la couronne,. Cette aire, qui regroupe 97 communes, est catégorisée dans les aires de 50 000 à moins de 200 000 habitants,.

### Occupation des sols
L'occupation des sols de la commune, telle qu'elle ressort de la base de données européenne d’occupation biophysique des sols Corine Land Cover (CLC), est marquée par l'importance des territoires agricoles (97 % en 2018), en diminution par rapport à 1990 (98,2 %). La répartition détaillée en 2018 est la suivante : 
terres arables (96,4 %), zones urbanisées (2,9 %), zones agricoles hétérogènes (0,6 %), forêts (0,1 %). L'évolution de l’occupation des sols de la commune et de ses infrastructures peut être observée sur les différentes représentations cartographiques du territoire : la carte de Cassini (XVIIIe siècle), la carte d'état-major (1820-1866) et les cartes ou photos aériennes de l'IGN pour la période actuelle (1950 à aujourd'hui).

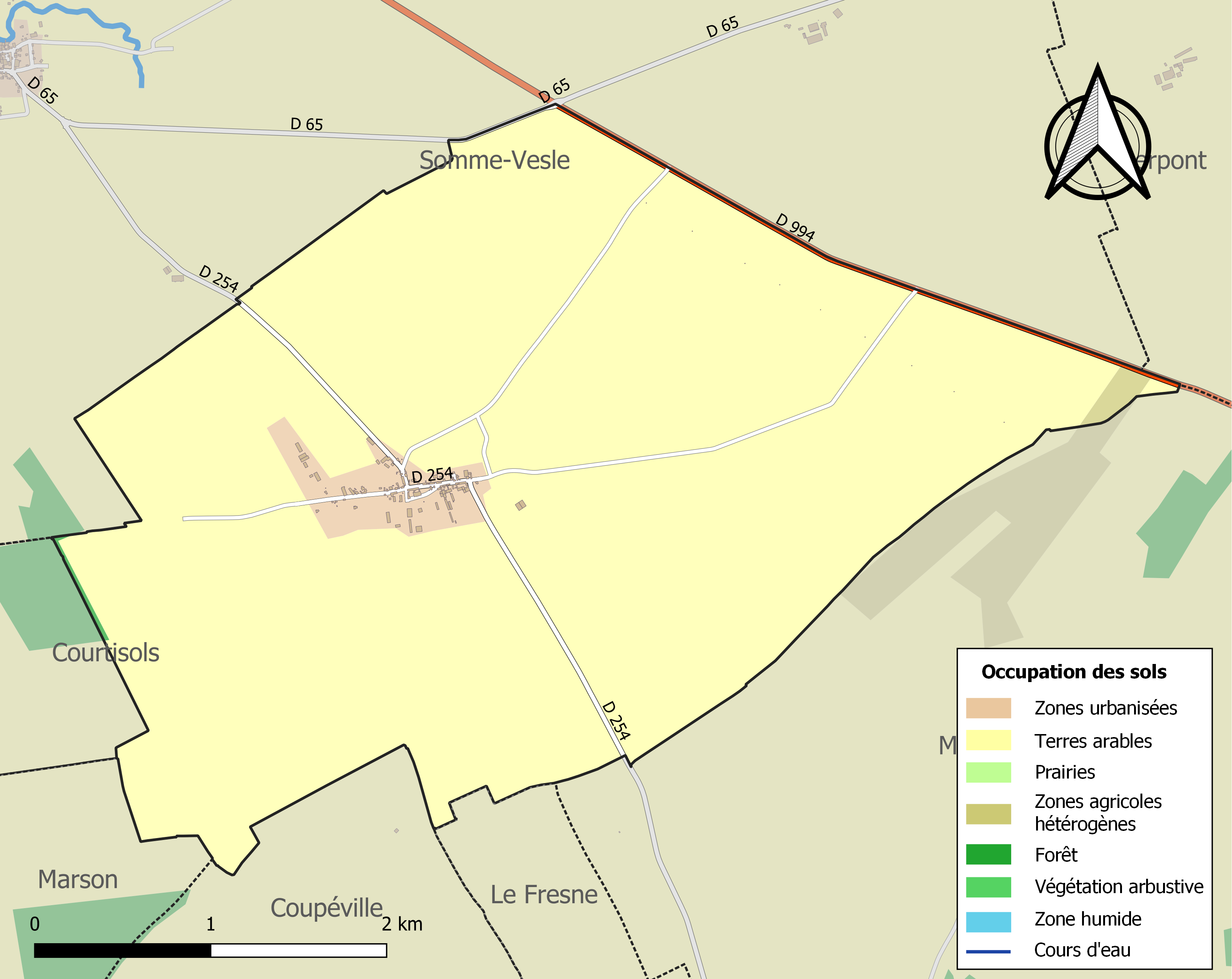
Carte des infrastructures et de l'occupation des sols de la commune en 2018 (CLC).

### Voies de communication et transports
Le village de Poix est traversé par la route départementale 254, entre Somme-Vesle au nord-ouest et Moivre au sud.
Au nord-est, la route départementale 994 (ancienne route nationale 394 et voie romaine Reims-Metz) marque la limite du territoire communal avec Somme-Vesle.

## Toponymie
Poix provient probablement du latin piceis, locatif pluriel de picea « sapin ».
Le nom de la localité est attesté sous les formes Poyz (1178) ; Pois (1183) ; Poiz, Pois en Champaigne (1263) ; Poys en Champaigne (1383) ; Poix (1474).

## Histoire

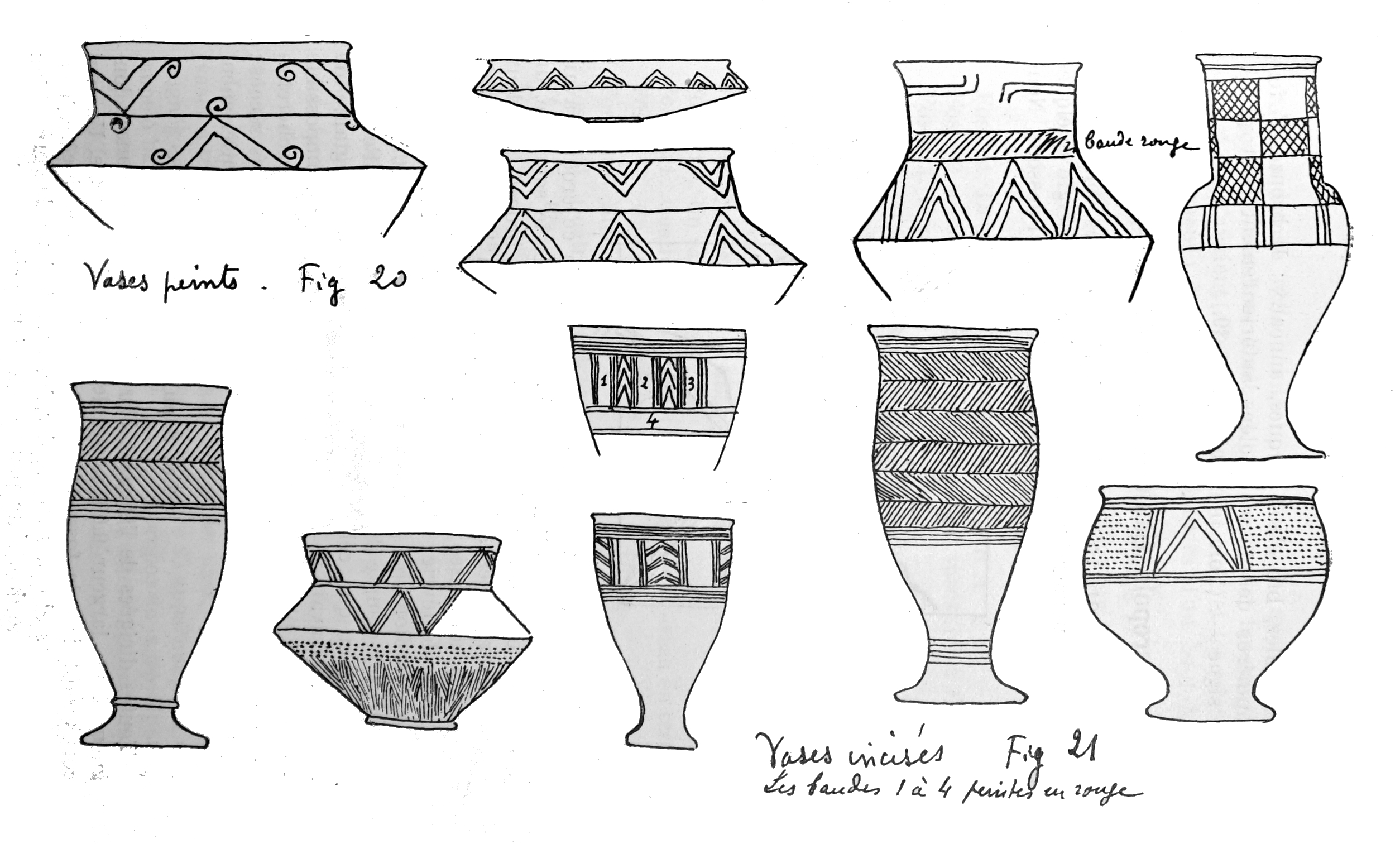
Des poteries trouvées à Poix.

Une nécropole de La Tène a été fouillée par Pierre Favret, Thiérot et Lt. Bérard, contenant soixante deux sépultures et un enclos. Sur la butte de la Garenne le tombeau de Théodoric et un cimetière gaulois sont signalés en 1876 par A. Bertrand.
La commune est traversée par les voies romaines Reims/Verdun et Reims/Toul.

## Politique et administration

### Intercommunalité
La commune, antérieurement membre de la communauté de communes des Sources de la Vesle, l'a quittée le 31 décembre 2013 pour rejoindre le 1er janvier 2014 la communauté de communes de Suippe et Vesle.
En effet, conformément aux prévisions du schéma départemental de coopération intercommunale (SDCI) de la Marne du 15 décembre 2011,, les communautés de communes CC de la région de Suippes et CC des sources de la Vesle ont fusionné le 1er janvier 2014 afin de former la nouvelle communauté de communes de Suippe et Vesle.
Elle intègre le 1er janvier 2017 la communauté de communes de la Moivre à la Coole.

### Liste des maires
| Période                                  | Période                      | Identité                 | Étiquette | Qualité                                     |
| ---------------------------------------- | ---------------------------- | ------------------------ | --------- | ------------------------------------------- |
| Les données manquantes sont à compléter. |                              |                          |           |                                             |
|                                          | 1802                         | Nicolas Appert           |           | président de l'administration de la commune |
| 1802                                     | 1810                         | Barthélémy Aubert        |           |                                             |
| 1810                                     | 1819                         | Jacques Paraclet Benoist |           |                                             |
| 1820                                     | 1851                         | Augustin Lagille         |           | cultivateur                                 |
| 1852                                     | 1863                         | Claude Etienne Nolin     |           | cultivateur                                 |
| 1863                                     | 1894                         | Alexis Blanchin          |           | cultivateur                                 |
| 1894                                     | après 1902                   | Émile Lagille            |           | cultivateur                                 |
| Les données manquantes sont à compléter. |                              |                          |           |                                             |
| mars 2008                                | En cours (au 4 juillet 2014) | Didier Appert            |           | Réélu pour le mandat 2020-2026              |

## Équipements et services publics

### Eau et déchets
L'approvisionnement en eau potable et l'assainissement des eaux usées sont des compétences de la communauté de communes de la Moivre à la Coole. La commune de Poix est alimentée en eau potable par le captage des Épinettes à Somme-Vesle. L'approvisionnement en eau potable est délégué à Veolia. L'assainissement y est non collectif.
Le service public des déchets est assuré par le Syndicat mixte du Sud-Est Marnais (SYMSEM), qui a mis en place une redevance incitative. La collecte des ordures ménagères résiduelles (en bacs noirs pucés ou en sacs rouges prépayés) et des emballages ménagers recyclables (en sacs jaunes) est réalisée en porte à porte. Le SYMSEM adhérant au syndicat de valorisation des ordures ménagères de la Marne (SYVALOM), ces déchets sont amenés en centre de transfert à Sainte-Menehould ou Vitry-en-Perthois, puis valorisés sur le site de La Veuve. La collecte du verre se fait en apport volontaire, avant transformation dans une usine de Reims. Pour les déchets volumineux ou dangereux, le SYMSEM met à disposition de ses habitants une plateforme de déchets verts et gravats, à Saint-Amand-sur-Fion, ainsi que 12 déchèteries, à Arrigny, Courtisols, Givry-en-Argonne, Mairy-sur-Marne, Pargny-sur-Saulx, Pogny, Sainte-Menehould, Thiéblemont-Farémont, Valmy, Vanault-les-Dames, Villers-en-Argonne et Ville-sur-Tourbe.

### Enseignement
Poix fait partie de l'académie de Reims.
Les enfants de Courtisols, Poix et Somme-Vesle fréquentent le groupe scolaire Jean de la Fontaine de Courtisols. Le groupe scolaire réunit une école maternelle de 59 élèves et une école élémentaire de 162 élèves (chiffres 2024-2025).
Les enfants de Poix sont ensuite rattachés au collège Jean Moulin de Saint-Memmie et au lycée Étienne Oehmichen de Châlons-en-Champagne.

### Postes et télécommunications
Deux boîtes aux lettres de La Poste se trouvent sur le territoire de la commune, route de Châlons et rue de Verdun. Le bureau de poste le plus proche est situé à Courtisols, à environ 8 km de Poix.

### Justice, sécurité et secours
Du point de vue judiciaire, Poix relève du conseil de prud'hommes, du tribunal de commerce, du tribunal judiciaire, du tribunal paritaire des baux ruraux et du tribunal pour enfants de Châlons-en-Champagne, dans le ressort de la cour d'appel de Reims. Pour le contentieux administratif, la commune dépend du tribunal administratif de Châlons-en-Champagne et de la cour administrative d'appel de Nancy.
Poix est située en secteur Gendarmerie nationale et dépend de la brigade de Courtisols.
En matière d'incendie et de secours, la commune dépend du Service départemental d'incendie et de secours (SDIS) de la Marne.

## Population et société

### Démographie
L'évolution du nombre d'habitants est connue à travers les recensements de la population effectués dans la commune depuis 1793. Pour les communes de moins de 10 000 habitants, une enquête de recensement portant sur toute la population est réalisée tous les cinq ans, les populations de référence des années intermédiaires étant quant à elles estimées par interpolation ou extrapolation. Pour la commune, le premier recensement exhaustif entrant dans le cadre du nouveau dispositif a été réalisé en 2004.

En 2022, la commune comptait 71 habitants, en évolution de −1,39 % par rapport à 2016 (Marne : −1,19 %, France hors Mayotte : +2,11 %).
| 1793 | 1800 | 1806 | 1821 | 1831 | 1836 | 1841 | 1846 | 1851 |
| ---- | ---- | ---- | ---- | ---- | ---- | ---- | ---- | ---- |
| 323  | 320  | 283  | 298  | 345  | 317  | 306  | 303  | 296  |

| 1856 | 1861 | 1866 | 1872 | 1876 | 1881 | 1886 | 1891 | 1896 |
| ---- | ---- | ---- | ---- | ---- | ---- | ---- | ---- | ---- |
| 273  | 249  | 244  | 228  | 216  | 217  | 198  | 176  | 146  |

| 1901 | 1906 | 1911 | 1921 | 1926 | 1931 | 1936 | 1946 | 1954 |
| ---- | ---- | ---- | ---- | ---- | ---- | ---- | ---- | ---- |
| 126  | 130  | 136  | 102  | 104  | 112  | 143  | 128  | 127  |

| 1962 | 1968 | 1975 | 1982 | 1990 | 1999 | 2004 | 2006 | 2009 |
| ---- | ---- | ---- | ---- | ---- | ---- | ---- | ---- | ---- |
| 152  | 132  | 102  | 108  | 106  | 99   | 91   | 89   | 82   |

| 2014 | 2019 | 2022 | - | - | - | - | - | - |
| ---- | ---- | ---- | - | - | - | - | - | - |
| 75   | 69   | 71   | - | - | - | - | - | - |

### Cultes
Pour le culte catholique, Poix dépend de la paroisse Sainte-Marie aux Sources de la Vesle, au sein du diocèse de Châlons-en-Champagne.

### Médias
La presse écrite régionale comprend le quotidien L'Union et l'hebdomadaire L'Hebdo du vendredi.
Parmi les stations de radio locales, il est possible de citer Ici Champagne-Ardenne et Champagne FM.

## Culture et patrimoine

### Lieux et monuments
- Église des XIIe et XVIe siècles.

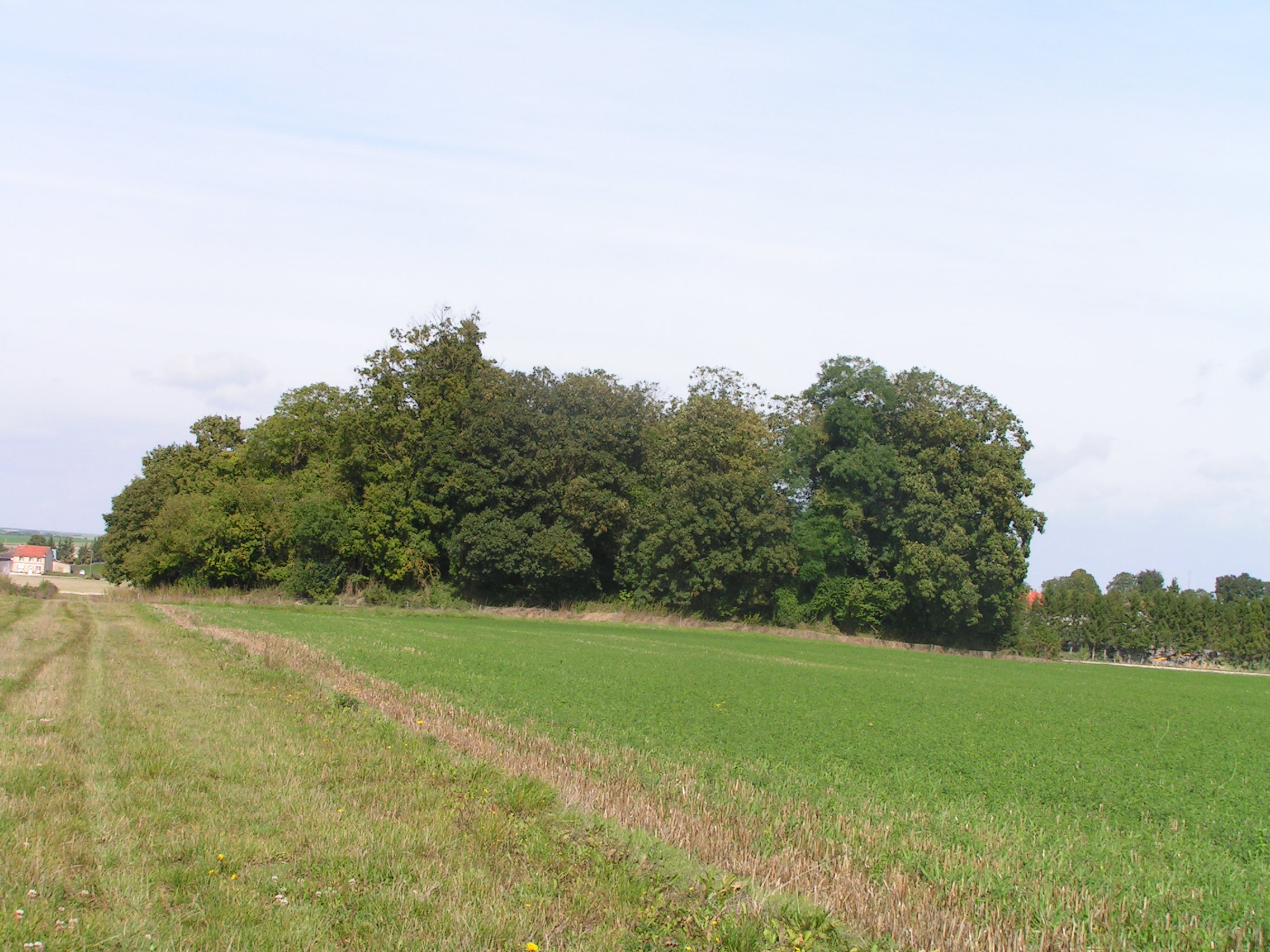
Le tombeau de Théodoric.

- Tumulus dit « Tombeau de Théodoric », que la légende désigne comme le tombeau du roi des Wisigoths Théodoric Ier, tué à la bataille des champs Catalauniques contre Attila en 451[49].

### Héraldique
| Blason de Poix | Blason  | De gueules au chevron accompagné de trois chèvres couchées, le tout d'or. |
| Blason de Poix | Détails | Le blason reprend les chèvres des armes de la famille Toignel d'Epense, propriétaire de la seigneurie de Poix au XVIe siècle et le chevron à celles de la famille de Nettancourt, seigneur aux XVIIe et XVIIIe siècles ; le tout aux couleurs des blasons de ces deux familles. Création Jean-Paul Denise, adoptée le 26 août 2003. |